# ديفين باتلي
ديفين باتلي (بالإنجليزية: Devin Battley)‏ مواليد 31 أغسطس 1950 في فرجينيا، الولايات المتحدة، هو رجل أعمال ومتسابق دراجات نارية أمريكي سابق.

## وصلات خارجية
- الموقع الإلكتروني